# Недељко Дивац
Недељко Дивац (Дивци, Ваљево, 12. јануар 1883 — Београд, 23. фебруар 1964), српски биолог и политичар, један од оснивача Социјалдемократске партије Југославије, народни посланик од 1920. до 1923. године и професор на Вишој педагошкој школи у Београду. Радио је и као хонорарни професор биологије на Медицинском и Ветеринарском факултету у Београду. Бавио се и генетиком.

## Дела
Преводио је дела Чарлса Дарвина и аутор је великог броја чланака из области социјалне филозофије и публицистике.
- Тврдокрилци Старе Србије и Македоније[4]
- Сперматогенеза у [4]
- Сперматогенеза у [4]